# Янтарный берег
Янтарный берег — традиционное название юго-восточного побережья Балтийского моря, расположенного на западной оконечности Калининградской области России. Янтарный берег занимает Куршскую и Балтийскую косы с развитым дюнным рельефом, а также западную часть Калининградского полуострова. Своё название «Янтарный берег» получил благодаря богатым месторождениям янтаря, на базе которых действует единственный в мире Янтарный комбинат близ посёлка Янтарный.

## История

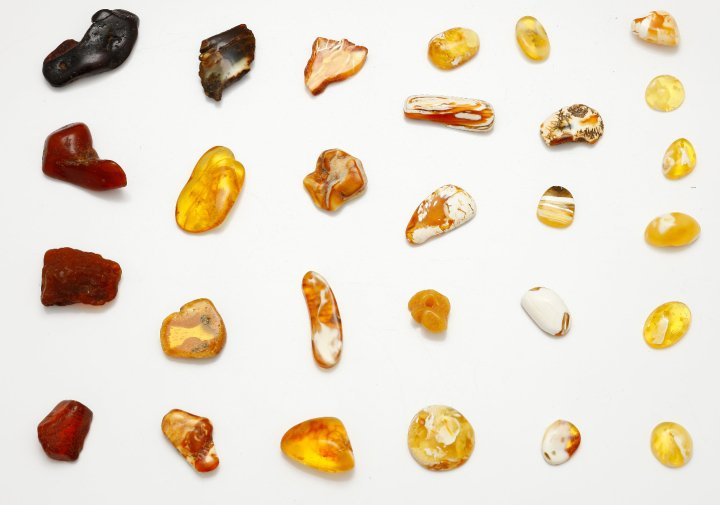
Различные виды балтийского янтаря

Месторождения янтаря в данном регионе Балтики были известны с античных времён. У римлян янтарные амулеты были в большой цене, а Плиний Старший (37, 45) упоминает о том, что в правление императора Нерона некий римский всадник добрался до Янтарного берега, который населяли балто-славянские племена. В средние века регион подвергся интенсивной германской колонизации. В Восточной Пруссии, а затем и в объединённой Германии, Янтарный берег (Бернштайнкюсте, нем. Bernsteinküste) стал своего рода Восточной ривьерой. Кроме этого, в конце XIX — начале XX вв. началась промышленная переработка янтаря. С 1945 года — в составе СССР.